# Юпитер (Минская область)
Юпи́тер (бел. Юпі́цер) — посёлок в Дзержинском районе Минской области Беларуси. В 4 километрах от Дзержинска, в 36 километрах от Минска, в 6 километрах от железнодорожной станции Койдоново. Входит в состав Дзержинского сельсовета.

## История
Деревня основана в 20-е годы XX века сельчанами, которые ранее жили в деревне Кукшевичи, причиной этому стало то, что Кукшевичи были обстреляны и сожжены немецкими (кайзеровскими) войсками. Название Юпитер было дано революционно настроенными красноармейцами, которые демобилизовались с армии и были единственными грамотными жителями деревни. Впервые в документах упоминается в 1954 году. В Великую Отечественную войну с 28 июня 1941 года по 7 июля 1944 года находилась под немецко-фашистской оккупацией. В 1960 году в составе Дзержинского сельсовета, в деревне проживали 34 жителя. В 1988 году здесь проживали 13 жителей. По состоянию на 2009 год в составе СЗК «Крутогорье-Петковичи».

## Население
| Численность населения (по годам) | Численность населения (по годам) | Численность населения (по годам) | Численность населения (по годам) | Численность населения (по годам) | Численность населения (по годам) | Численность населения (по годам) | Численность населения (по годам) | Численность населения (по годам) |
| 1960                             | 1988                             | 1999                             | 2004                             | 2010                             | 2017                             | 2018                             | 2020                             | 2021                             |
| -------------------------------- | -------------------------------- | -------------------------------- | -------------------------------- | -------------------------------- | -------------------------------- | -------------------------------- | -------------------------------- | -------------------------------- |
| 34                               | ↘ 13                             | ↘ 10                             | ↗ 11                             | ↘ 6                              | → 6                              | → 6                              | ↗ 8                              | ↘ 7                              |